# 건국대학교 사범대학 부속고등학교
건국대학교 사범대학 부속고등학교(建國大學校 師範大學 附屬高等學校)는 대한민국 서울특별시 광진구 화양동에 위치한 사립 고등학교이다.

## 학교 연혁
- 1980년 1월 31일 : 건국대학교 사범대학 부속고등학교 설립인가(각 학년 남 5, 여 3학급)
- 1980년 3월 1일 : 초대 교장으로 안영순 선생 취임
- 1980년 3월 5일 : 서울특별시 광진구 모진동 226번지 34 소재 임시 교사에서 개교
- 1981년 2월 26일 : 서울특별시 광진구 자양동 764번지에 신축교사 4,083m2 을 준공하여 이전
- 1982년 4월 20일 : 증축교사 2,407m2 준공
- 1983년 2월 11일 : 제1회 졸업식을 거행
- 1984년 8월 15일 : 도서실 631m2 준공
- 1991년 5월 15일 : 증축교사 525m2 준공(6개 교실)
- 1998년 12월 1일 : 증축교사 553m2 준공(소강당)
- 2002년 8월 22일 : 신관, 급식관 2,863m2 준공
- 2004년 11월 3일 : 호연관(체육관 겸 강당) 2,755m2 준공
- 2022년 3월 1일 : 제10대 교장으로 조일기 선생 취임
- 2023년 1월 4일 : 제41회 졸업식 거행(졸업생 총수 23,186명)
- 2023년 3월 2일 : 2023학년도 신입생 입학식(총 340명 남 166명, 여 174명)

## 참고 자료
- 건국대학교 사범대학 부속고등학교 - 한국교육학술정보원 학교알리미